# Helter Skelter (Beatles-dal)
A Helter Skelter egy dal, amely a The Beatles együttes 1968-as azonos nevet viselő albumán jelent meg. A dal szerzője Paul McCartney, de a dal Lennon–McCartney-szerzeményként jelent meg.
A dal ötletét egy Pete Townshend-interjú adta, amit McCarteny a skóciai kiruccanása alatt olvasott. A zenész a The Who együttes legújabb számát, az I Can See for Milest úgy jellemezte, mint ami a zenekar leghangosabb, legnyersebb, legmocskosabb és egyben legszókimondóbb dala. Erre felbátorodva határozta el, hogy ő is megalkotja a The Beatles leghangosabb dalát. A cím egyszerre utal egy spirális csúszdára és egy kaotikus állapotra.
A dal első felvételi napja 1968. július 18-án volt. A dalt három alkalommal rögzítették, de hosszúak és zavarosak lettek. Az első nyers felvétel 10:40 hosszúságú volt, a második 12:35 perces (ezt bluesos hangzásúra sikeredett). Végül az utolsó felvétel már 27 perces volt.
A szeptemberi felvételek során az együttes megpróbált egy rövidebb változatot kidolgozni. Ekkoriban George Martin helyett Chris Thomas felügyelte a produceri munkákat. A hangzavarkeltés érdekében az együttes tagjai közül többen olyan hangszeren is játszottak, amelyen nem igazán tudtak: például John Lennon basszusgitáron és szaxofonon játszott, addig Mal Evans amatőr szinten próbált trombitálni. A felvételeken McCartney fejvesztve énekelt, addig Ringo Starr keményen ütötte a dobokat (a szám végén hallható ikonikus bekiabálása is: "I've got blisters on my fingers", vagyis "Hólyagok nőttek az ujjamon!")
Az album megjelenését követően egy Los Angeles-i hippi, Charles Manson az album több dalából is zűrzavaros üzenetet olvasott ki. Az elmélete szerint a The Beatles tagjai a biblia Jelenések könyvében leírt apokalipszis négy lovasa, akiknek dalaik rejtett, profetikus üzenetet tartalmaznak. A Helter Skelter elmélete szerint akkor jön el az apokaliszis, akimor a Fekete Párduc mozgalom Rocky Raccoon vezetésével fellázadnak és kivégzik a fehér embereket (vagyis piggiket). Az elképzelés gyakorlati átültetése lett az az 1969. augusztus 8-i eset, amikor szektatagjaival közösen behatoltak Roman Polanski Los Angeles-i házába, és az ott tartózkodó személyeket (többek között Polanski 9 hónapos terhes feleségét, Sharon Tate-t is) megölték. Amikor másnap a szekta tagjai a LaBianca házaspárt is megölték, annak hűtőszekrényén vérrel vésték fel a Helter Skelter szót. Az eset a The Beatlest teljesen megrendítette (különösen azért, mert Ringo ismerte Sharon Tate-t).
A dal később, 1976-ban a Capitol lemezkiadó gondozásában kislemezen is megjelent. De biztonsági okokból csak a B oldalra (az A oldalon a Got to Get You into My Life szerepelt), azonban a harmadik helyet érte el a kislemez listákon.

## Közreműködött
Ian MacDonald szerint:
- Paul McCartney – ének, szólógitár, basszusgitár
- John Lennon – vokál, szólógitár, basszusgitár, tenorszaxofon
- George Harrison – vokál, ritmusgitár
- Ringo Starr – dob
- Mal Evans – trombita